# Villanueva del Fresno
Villanueva del Fresno ist eine spanische Gemeinde (municipio) in der Provinz Badajoz in der Autonomen Gemeinschaft Extremadura. Die Gemeinde zählte auf einer Fläche von 360,2 km² im Jahre 2024 insgesamt 3.274 Einwohner.

## Lage
Die Gemeinde liegt rund 40 km südwestlich von Olivenza, 64 km von der Provinzhauptstadt Badajoz, 42 km westlich von Jerez de los Caballeros und 6 km von der Grenze zu Portugal entfernt am Arroyo de Cúncos, der im Alqueva-Stausee in den Guadiana mündet.

## Sehenswürdigkeiten
- Kirche Nuestra Señora de la Concepción aus dem 17. Jahrhundert
- Ermita San Ginés de la Jara
- Burg im Nordosten der Gemeinde, von der nur geringe Reste erhalten sind (Bien de interés cultural)

## Persönlichkeiten
- Pedro Benito Antonio Quevedo y Quintano (1736–1818), römisch-katholischer Geistlicher, Bischof von Orense 1776–1818, Kardinal